# Moonlight and Valentino
Moonlight and Valentino ist ein US-amerikanisch-britisches Filmdrama von David Anspaugh aus dem Jahr 1995. Nachdem Rebecca Trager Lott (Elizabeth Perkins) durch einen tragischen Unglücksfall ihren Mann verloren hat, versuchen ihre Schwester Lucy (Gwyneth Paltrow), Stiefmutter Alberta (Kathleen Turner) und Freundin Sylvie (Whoopi Goldberg) ihr beizustehen. Und dann tritt noch ein außergewöhnlicher Maler (Jon Bon Jovi) mit seinem Hund Valentino in Rebeccas Leben.

## Handlung
Die junge Lehrerin Rebecca verliert ihren Mann Ben ganz plötzlich durch einen Unfall, als dieser beim morgendlichen Joggen überfahren wird. Ihre jüngere Schwester Lucy, ihre Ex-Stiefmutter Alberta und ihre beste Freundin Sylvie unterstützen sie in dieser Krise, obwohl jede von ihnen sich mit ihren eigenen Problemen herumschlägt: Lucy fürchtet, niemals ihre Jungfräulichkeit zu verlieren und hat zudem eine alles andere als gute Beziehung zu Alberta, mit der sie sich ständig streitet, da sie Alberta nach dem Tod ihrer Mutter nie als Stiefmutter akzeptieren konnte. Es stört Lucy sehr, dass „sie sogar nach der Scheidung von meinem Vater noch durch mein Leben trampelt“. Alberta verschreckt durch ihre herrische Art jeden in ihrem Umfeld und insbesondere Lucy, der sie immer wieder versucht näherzukommen, obwohl die junge Frau ihr aus dem Weg zu gehen versucht. Im Grunde jedoch hat Alberta einen guten Kern und ist sehr hilfsbereit. So steht sie unter anderem Rebeccas Freundin Sylvie bei deren Versuch bei, ihre unglückliche Ehe mit ihrem Mann Paul zu retten. Sylvie, die sich mit drei Kindern herumplagt, findet immer weniger Zeit für ihren Mann. Sie ist der Meinung, dass er die Schuld an der Situation in ihrer Ehe trägt. Doch muss sie am Ende feststellen, dass sie diejenige war, die sich ständig abweisend verhalten hatte.
Anlässlich von Rebeccas Geburtstag engagiert Alberta einen jungen Maler, der das Haus neu anstreichen soll. Dieser hat einen Hund namens Valentino und die Vorliebe, bei Mondlicht zu streichen. Beides stört Rebecca. Doch nach einer Weile entwickelt sie eine Zuneigung zu ihm und schließlich verbringen sie eine Nacht miteinander. Danach bekommt sie schreckliche Schuldgefühle und vergräbt sich mehrere Tage hintereinander in ihrem Schlafzimmer. Als Lucy, Alberta und Sylvie ihr auch in dieser Situation beistehen, kommt heraus, dass Rebecca und Ben vor dessen Tod einen Streit hatten, bei dem es darum ging, dass er ein Kind wollte, sie aber nicht. Sie erklärt den Frauen, dass sie Angst gehabt habe, neben Ben als Mutter nicht bestehen zu können, und davor, dass das Kind seinen Vater hätte mehr lieben können als sie. Die vier Frauen gehen auf Sylvies Vorschlag hin zum Friedhof und dort endlich, wo es endlich zu einer Aussprache und Versöhnung zwischen Lucy und Alberta kommt. Letztendlich schafft es auch Rebecca, sich von Ben zu lösen und verabschiedet sich von ihm mit den Worten: „Mein Lieber, mach’s gut.“

## Kritik
Das Lexikon des internationalen Films befand: „Im Ansatz ein mit imponierender Konsequenz gestaltetes Plädoyer für den familiären Austausch im Krisenfall, das allerdings jede Tiefe vermeidet und die Probleme auf recht naivem Niveau zerredet.“

## Auszeichnung
Jon Bon Jovi erhielt den Premiere Performance Award des Motion Picture Clubs.